# Sendim (Tabuaço)
Sendim ist eine Ortschaft und Gemeinde im Norden Portugals.

## Geschichte
Seit 1250 war Sendim Sitz eines eigenen Kreises. Mit den Verwaltungsreformen nach dem Liberalen Bürgerkrieg wurde der Kreis Sendim 1836 aufgelöst und Tabuaço angegliedert.
Am 12. Juli 2001 erhielt Sendim seinen mittelalterlichen Status als Kleinstadt (Vila) wieder.

## Verwaltung
Sendim ist Sitz einer gleichnamigen Gemeinde (Freguesia) im Kreis (Concelho) von Tabuaço im Distrikt Viseu. Die Gemeinde hat 675 Einwohner und eine Fläche von 21 km² (Stand 19. April 2021).
Folgende Orte liegen in der Gemeinde:
| - Aldeia - Bairro da Corte Nova - Bairro de São Martinho - Bairro do Caldeirão - Bairro Senhora das Pressas - Cabriz - Guedieiros - Paço | - Quinta da Almoinha - Quinta da Soalheira - Quinta do Rio Távora - Quinta do Valesa - Quinta Fim da Rua Nova - Sendim - Soalheira - Valado |

## Söhne und Töchter
- Anselmo Augusto Coelho de Carvalho, Offizier und Kolonialverwalter, 1910 Gouverneur von Portugiesisch-Timor